# Eugène Vermersch
Eugène Vermersch, né à Lille le 13 août 1845 et mort à Londres le 9 octobre 1878, est un pamphlétaire et polémiste socialiste français, personnalité de la Commune de Paris.

## Biographie
Directeur du Hanneton en 1868, il collabore à la Marseillaise en 1870, puis au Cri du peuple en 1871. Il est plusieurs fois condamné par les tribunaux pour ses articles.
Il fonde avec Maxime Vuillaume et Alphonse Humbert le Père Duchêne, reprise du nom du journal d'Hébert.
Après la Semaine sanglante, il se réfugie en Belgique, puis aux Pays-Bas d'où il est expulsé. Il part alors pour Londres, où il fonde le journal Qui vive !. À cette époque, il joint la section fédéraliste française de l’Internationale, sous l'influence de Bakounine. Après l'échec de son journal, il en fonde trois autres (Vermersch, l'Union démocratique, l'Avenir) qui finiront eux aussi par être abandonnés. Dès lors, il donne des conférences sur l'histoire, travaille au Grelot sous un nom de plume, se répand en accusations contre ses anciens camarades de la Commune (Édouard Vaillant et François Jourde entre autres) et montre une haine féroce pour Émile Eudes, pourtant blanquiste lui-aussi.
Selon Verlaine, qui fut longtemps son ami, Vermersch se serait marié en exil (à Bruxelles ou à Londres) et aurait eu un fils.
Il fait également la rencontre de Karl Marx et tire les leçons de la Commune tout en faisant son auto-critique. En 1874, il part avec sa famille en Allemagne, puis en Suisse, pour échapper aux disputes des réfugiés communards. Il revoit à cette occasion Vuillaume, mais il est rattrapé par les querelles à Genève et repart pour Londres en 1875. En juillet 1876, il se bat en duel contre le député d'extrême gauche Eugène Razoua. Souffrant de crises de démence paranoïaque de plus en plus violentes, dues en partie à la misère dans laquelle il vit, il est placé dans un asile londonien et y meurt le 9 octobre 1878.

## Publications
- Le Latium moderne, lettre à un étudiant en droit, Paris : E. Sausset, 1864
- De l'Ostracisme littéraire, lu aux conférences du Cercle littéraire de la rue des Saints-Pères, 61, Paris : E. Sausset, 1865
- Saltimbanque et pantins, réponse au Syllabus de M. A. Weill, Paris : E. Sausset, 1865
- Les Printemps du cœur, Paris : E. Sausset, 1865
- Les Hommes du jour, Paris : Madre, 2 vol., 1866-1867
- Lettres à Mimi sur le Quartier latin, avec le portrait de Mimi par Charles Benoist, Paris : E. Sausset, 1866 Texte en ligne
- Les Binettes rimées, dessins par Léonce Petit et Félix Régamey, Paris : aux bureaux de L'Image, 1868 Texte en ligne
- La Chronique scandaleuse, Paris : impr. Vallée, 1868 Texte en ligne
- La Lanterne en vers de Bohême, illustrations de Félix Regamey, Paris : Impr. parisienne, 1868
- Le Grand testament du sieur Vermersch, Paris : impr. de Rouge frères, Dunon et Fresné, 1868
- Les Incendiaires, Bruxelles, Londres : Les Temps Nouveaux, 1871 ; 1910 Texte en ligne
- Un mot au public, Londres, 1874 Texte en ligne
- Les Partageux, poème, v. 1874 Texte en ligne
- L'Infamie humaine, roman inachevé, préface de Paul Verlaine, Paris : Lemerre, 1890 Texte en ligne